# Wiktor Polak (kierowca rajdowy)
Wiktor Polak (ur. 7 sierpnia 1949) – polski kierowca rajdowy.
Rajdowy Samochodowy II Wicemistrz Polski w Klasyfikacji Generalnej RSMP 1984 oraz Mistrz Polski w Klasie A-1600, startujący wówczas z Małgorzatą Bojarską samochodem Talbot Sunbeam TI. Łącznie w latach 1965–1986 brał udział w 44 rajdach, w tym 34 zaliczanych do Rajdowych Samochodowych Mistrzostw Polski, z czego 6 ukończył na podium. W swojej karierze startował następującymi samochodami: Triumph Herald 12/50, Polski Fiat 125p 1500, Polski Fiat 125p 1600 Monte Carlo, Renault 12 Gordini, Lada 1600, Renault 5 Alpine, Lada VAZ 21011, FSO Polonez 2000,Talbot Sunbeam TI, FSO Polonez 1500 Turbo. Właściciel kaflarni w Nowym Targu. Ojciec aktorów Piotra Polaka i Jaśminy Polak.